# Cynometra warburgii
Cynometra warburgii är en ärtväxtart som beskrevs av Hermann August Theodor Harms. Cynometra warburgii ingår i släktet Cynometra, och familjen ärtväxter. Inga underarter finns listade i Catalogue of Life.